# Trichogomphus zangi
Trichogomphus zangi är en skalbaggsart som beskrevs av Sternberg 1907. Trichogomphus zangi ingår i släktet Trichogomphus och familjen Dynastidae. Inga underarter finns listade i Catalogue of Life.